# Alpheios (Mythologie)

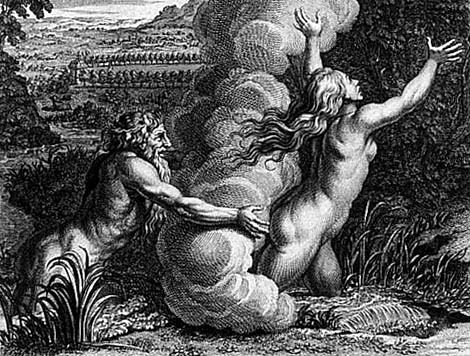
Alpheios und Arethusa

Alpheios (altgriechisch Ἀλφειός Alpheiós, lateinisch Alpheus) ist eine Figur der griechischen Mythologie. Er wurde vornehmlich durch eine Sage um die Nymphe Arethusa bekannt.

## Mythologie
Alpheios wird bei Pindar und Ovid als Flussgott beschrieben, der in dem gleichnamigen Fluss wohnt. Er soll der Sohn des Okeanos und der Tethys sein. Bei Pausanias hingegen, wird er als begabter Jäger beschrieben, der erst später durch Verwandlung göttlich wird.

## Alpheios und Arethusa
Alpheios spielt eine tragende Rolle in der „Alpheios und Arethusa“-Sage. Der Mythos erzählt, wie Arethusa nach einem Jagdtraining in dem Fluss badet, in dem auch Alpheios wohnt. Bei Pausanias ist Alpheios ein begnadeter Jäger, welcher Arethusa während eines Ausflugs begegnet. In beiden Versionen verliebt sich Alpheios in Arethusa, wird aber von ihr abgewiesen. Schmachtend steigt er ihr nach, bis Arethusa die Göttin Artemis um Hilfe bittet und von Nebel umhüllt wird. Als Alpheios nicht locker lässt, verwandelt sich Arethusa in eine Quelle mit unterirdischem Bach und versteckt sich so vor Alpheios. Der Geschmähte ist so gekränkt, dass er sprichwörtlich in Tränen zerfließt und sich selbst in einen Fluss verwandelt. Seine Gewässer strömen zum Peloponnes hin und erreichen Syrakus bei Sizilien, wo er sich mit Arethusa wieder vereint und gemeinsam mit ihr ins offene Meer fließt.